# David Smith (chodziarz)
David Gregory  Smith (ur. 24 lipca 1955) – australijski lekkoatleta, chodziarz, medalista światowych igrzysk halowych w 1985, dwukrotny olimpijczyk.

## Kariera sportowa
Wystąpił na igrzyskach olimpijskich w 1980 w Moskwie, gdzie został zdyskwalifikowany w chodzie na 20 kilometrów i nie ukończył chodu na 50 kilometrów. Zajął 15. miejsce w chodzie na 20 kilometrów na mistrzostwach świata w 1983 w Helsinkach i 10. miejsce na tym dystansie na igrzyskach olimpijskich w 1984 w Los Angeles.
Zdobył brązowy medal w chodzie na 5000 metrów na światowych igrzyskach halowych w 1985 w Paryżu, przegrywając jedynie z Gérardem Lelièvre i Maurizio Damilano z Włoch. Na kolejnych halowych mistrzostwach świata w 1987 w Indianapolis zajął w tej konkurencji 5. miejsce. Został zdyskwalifikowany w chodzie na 20 kilometrów na mistrzostwach świata w 1987 w Rzymie
Sześciokrotnie startował w pucharze świata, zawsze w chodzie na 20 kilometrów, zajmując następujące miejsca: 1979 w Eschborn – 21. miejsce, 1981 w Walencji – nie ukończył, 1983 w Bergen, 1985 w St. John’s i 1987 w Nowym Jorku – zdyskwalifikowany oraz 1991 w San Jose – 46. miejsce.
Był mistrzem Australii w chodzie na 3000 metrów w 1981/1982, chodzie na 5000 metrów od 1982/1983 do 1986/1987 i w 1991/1992, w chodzie na 20 kilometrów w 1983, 1984, 1987 i 1991 oraz w chodzie na 30 kilometrów w 1986, wicemistrzem w chodzie na 3000  metrów w 1976/1977, 1977/1978 i 1979/1980, w chodzie na 5000 metrów w 1992/1993 i w chodzie na 20 kilometrów w 1978, a także brązowym medalistą w chodzie na 5000 metrów w 1990/1991.
Jest aktualnym (listopad 2021) halowym rekordzistą Australii i Oceanii w chodzie na 5000 metrów z czasem 18:52,20, uzyskanym 7 marca 1987 w Indianapolis.
Jego syn Dane Bird-Smith jest również znanym lekkoatletą chodziarzem, medalistą igrzysk olimpijskich w 2016 w Rio de Janeiro.

## Rekordy życiowe
Smith miał następujące rekordy życiowe:
- chód na 3000 metrów – 11:00,56 (24 stycznia 1987, Perth)
- chód na 5000 metrów – 20:01,72 (19 lutego 1983, Melbourne)
- chód na 10 000 metrów – 38:06,6 (25 września 1986, Sydney)
- chód na 10 kilometrów – 38:07 (25 września 1986, Sydney)
- chód na 20 000 metrów – 1:20:51,00 (11 lutego 1987, Melbourne)
- chód na 20 kilometrów – 1:19:22 (19 lipca 1987, Hobart)
- chód na 5000 metrów (hala) – 18:52,20 (7 marca 1987, Indianapolis)